# 于尔费尔德
于尔费尔德是德国巴伐利亚州的一个市镇。总面积31.23平方公里，总人口2908人，其中男性1463人，女性1445人（2011年12月31日），人口密度93人/平方公里。